# استهداف منزل بنيامين نتنياهو 2024
استهداف منزل بنيامين نتنياهو أو محاولة اغتيال بنيامين نتنياهو في 19 أكتوبر 2024، استهدف منزل رئيس الوزراء الإسرائيلي بنيامين نتنياهو في بلدة قيسارية بهجوم بطائرة مسيرة يشتبه في انطلاقها من لبنان. الحادثة لم تسفر عن أي إصابات، حيث لم يكن نتنياهو في المنزل أثناء الهجوم. هذا الاستهداف يأتي في سياق التصعيد بين إسرائيل والجماعات المسلحة، مثل حزب الله، في ظل التوترات المستمرة بين إسرائيل ولبنان. يواصل الجيش الإسرائيلي تكثيف دفاعاته ضد الهجمات الصاروخية والطائرات المسيرة التي تستهدف المناطق الشمالية.

## الهجوم
في 19 أكتوبر 2024، تم استهداف منزل بنيامين نتنياهو بطائرة مسيرة، يعتقد أنها أطلقت من لبنان الهجوم يأتي في خضم تصاعد التوترات بين إسرائيل وحزب الله حيث تم إطلاق العديد من الصواريخ والطائرات المسيرة نحو مناطق شمال إسرائيل. الهجوم لم يسفر عن إصابات حيث لم يكن نتنياهو في المنزل وقت الحادث، لكن الوضع الأمني المتوتر في المنطقة قد يشير إلى تصاعد النزاع بين الجانبين القوات الإسرائيلية الهجوم على منزل بنيامين نتنياهو جاء كجزء من تصعيد شامل بين إسرائيل وحزب الله. أطلقت طائرة مسيرة يعتقد أنها من لبنان باتجاه منزله في قيسارية في نفس اليوم، شهدت مناطق شمال إسرائيل عدة هجمات صاروخية من قبل حزب الله، وتم تفعيل صافرات الإنذار في مدن مثل حيفا والجليل. الهجوم لم يسفر عن إصابات لأن نتنياهو لم يكن في المنزل. هذا الهجوم يعكس التوترات المتزايدة في المنطقة والنزاع المستمر بين الطرفين

## انظر ايضا
- الغزو الإسرائيلي للبنان 2024